# The Yardbirds
The Yardbirds (с англ. — «Птенцы») — британская рок-группа, созданная в 1963 году в Лондоне, одна из самых влиятельных групп британского ритм-энд-блюза 1960-х. Yardbirds стала одной из первых групп с новым гитарным звучанием: фузз, искажение, эхо и т.д. К числу хитов группы относятся такие композиции, как «For Your Love», «Over Under Sideways Down», «Heart Full of Soul», «Shapes of Things», «Evil Hearted You».
На протяжении многих лет ядро группы составляли Пол Самвелл-Смит (бас-гитара), Кит Релф (вокал, губная гармоника), Джим Маккарти (ударные) и Крис Дрейя (ритм-гитара, бас-гитара). Пятый член группы часто менялся, и на этом месте началась карьера троих из самых известных рок-гитаристов: Эрика Клэптона, Джеффа Бека и Джимми Пейджа, которые входят в список 100 величайших гитаристов всех времён по версии журнала Rolling Stone (Клэптон — на 2 месте, Пейдж — на 3, и Бек — на 5). После того, как Yardbirds распались в 1968, гитарист Джимми Пейдж основал квартет Led Zeppelin, который провёл несколько своих первых концертов под названием «The New Yardbirds».
В 1990-е годы группа была возрождена, новый состав включал Маккарти, Дрейя и нескольких новых участников. Yardbirds были включены в Зал славы рок-н-ролла в 1992.

## История

### Начало (1963)
Группа сформировалась в юго-западном пригороде Лондона. Кит Релф и Пол Сэмвелл-Смит решили собрать группу и называть её Metropolitan Blues Quartet. В конце мая 1963 к ним присоединились Крис Дрейя, Джим Маккарти и Энтони Тофэм. Название группы сменилось на Blue-Sounds, под которым группа дала несколько концертов в сентябре 1963. В итоге группа назвалась Yardbirds, что являлось отсылкой на прозвище знаменитого джазового саксофониста Чарли Паркера.
Yardbirds начали с того, что выступили в Кингстонской Школе Искусств в конце мая 1963 как разогревающая группа для Сирила Дэвиса. Они приобрели известность на британской блюзовой сцене в сентябре 1963, когда выступили в клубе «Crawdaddy Club» в Ричмонде. Репертуар группы включал песни исполнителей чикагского блюза Хаулин Вулфа, Мадди Уотерса, Бо Дидли, Сонни Бой Уильямсона II и Элмора Джеймса, в частности, «Smokestack Lightning», «I Wish You Would», «Good Morning, Little School Girl», «Rollin' and Tumblin'», «Boom Boom», «I’m a Man».

### Эпоха Эрика Клэптона (1963–1965)

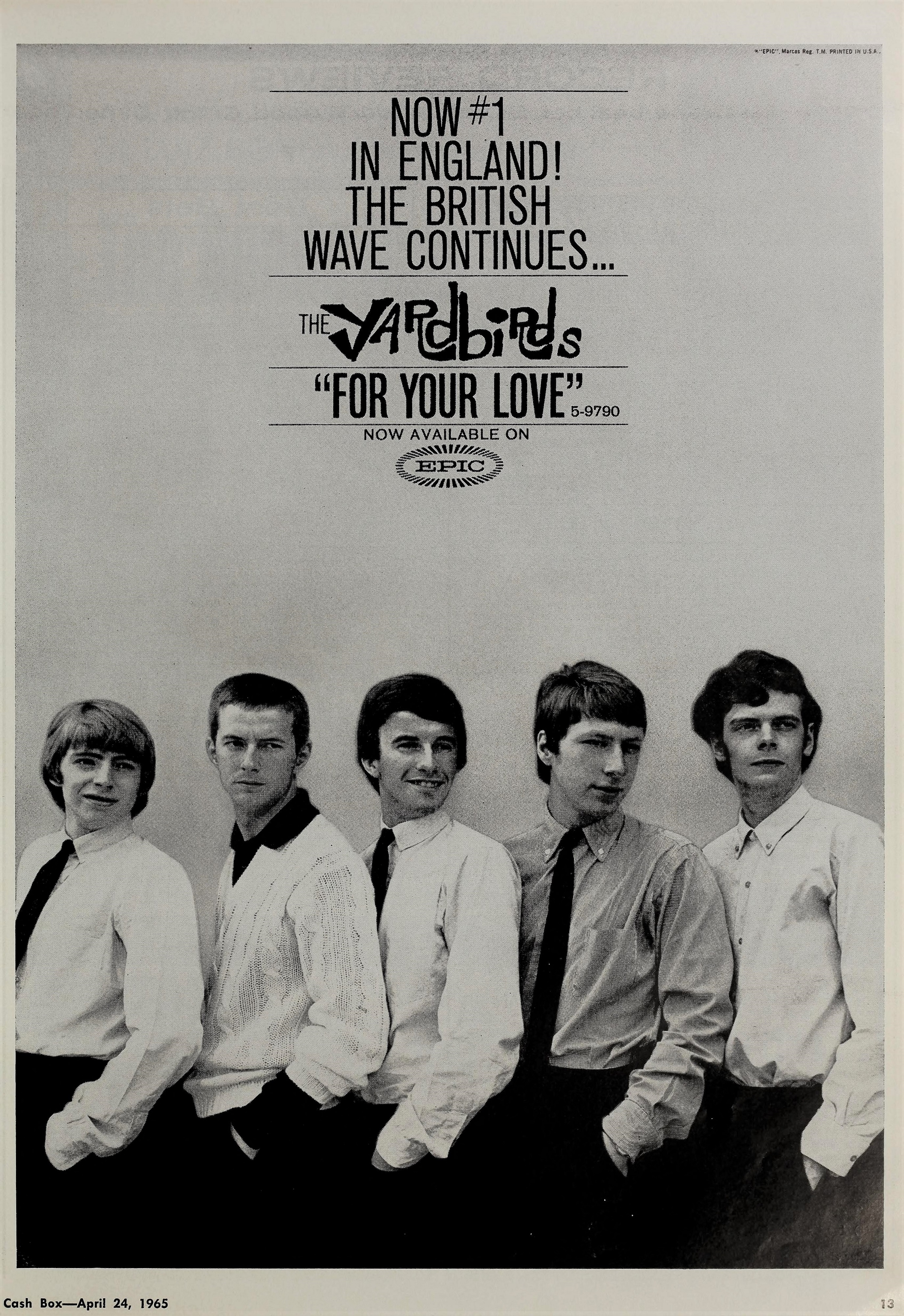
Рекламный постер к синглу «For Your Love»

Вскоре гитарист Энтони Тофэм ушёл из группы по настоянию родителей, считавших, что музыка мешает 16-летнему подростку учиться. На замену ему в октябре 1963 пришёл Эрик Клэптон. Менеджером и первым режиссёром звукозаписи группы стал директор клуба Crawdaddy Джорджио Гомельский. Под руководством Гомельского в конце 1963 – начале 1964 года Yardbirds предприняли концертный тур по Великобритании вместе с легендарным блюзменом Сонни Бой Уильямсоном. Два года спустя записи этих концертов были изданы в виде альбома Sonny Boy Williamson and the Yardbirds.
В феврале 1964 года Yardbirds заключили контракт со звукозаписывающим лейблом Columbia Graphophone Company, и в декабре того же года вышел их первый альбом Five Live Yardbirds, составленный из концертных записей, сделанных в марте в легендарном клубе Marquee в Лондоне. Из этих же записей были сделаны два первых сингла группы: «I Wish You Would» (издан в августе 1964) и «Good Morning, School Girl» (октябрь 1964). Позже некоторые из этих записей вошли в альбом-сборник Shapes of Things (1977).
Для третьего сингла, вышедшего в марте 1965 года, была выбрана композиция совсем другого типа — обработка песни «For Your Love», написанной Грэмом Гулдменом. Эта песня стала первым хитом группы и принесла ей популярность, но Клэптону не понравилось, что группа начинает уходить от своих ритм-энд-блюзовых корней в сторону поп-музыки. 
Через некоторое время Клэптон оставил группу, чтобы присоединиться к John Mayall & the Bluesbreakers. В качестве замены Клэптон рекомендовал молодого сессионного студийного гитариста Джимми Пейджа. Пэйдж, не желая отказываться от своей прибыльной работы в студии, рекомендовал в свою очередь группе своего друга Джеффа Бека. Бек принял предложение и дал свой первый концерт с Yardbirds в мае 1965 спустя всего лишь два дня после отъезда Клэптона.
В августе того же года группа выпустила свой первый студийный альбом, названный For Your Love, содержащий композиции, записанные в период с 1964 по 1965 годы, с участием и Клэптона, и Бека.

### Эпоха Джеффа Бека (1965–1966)

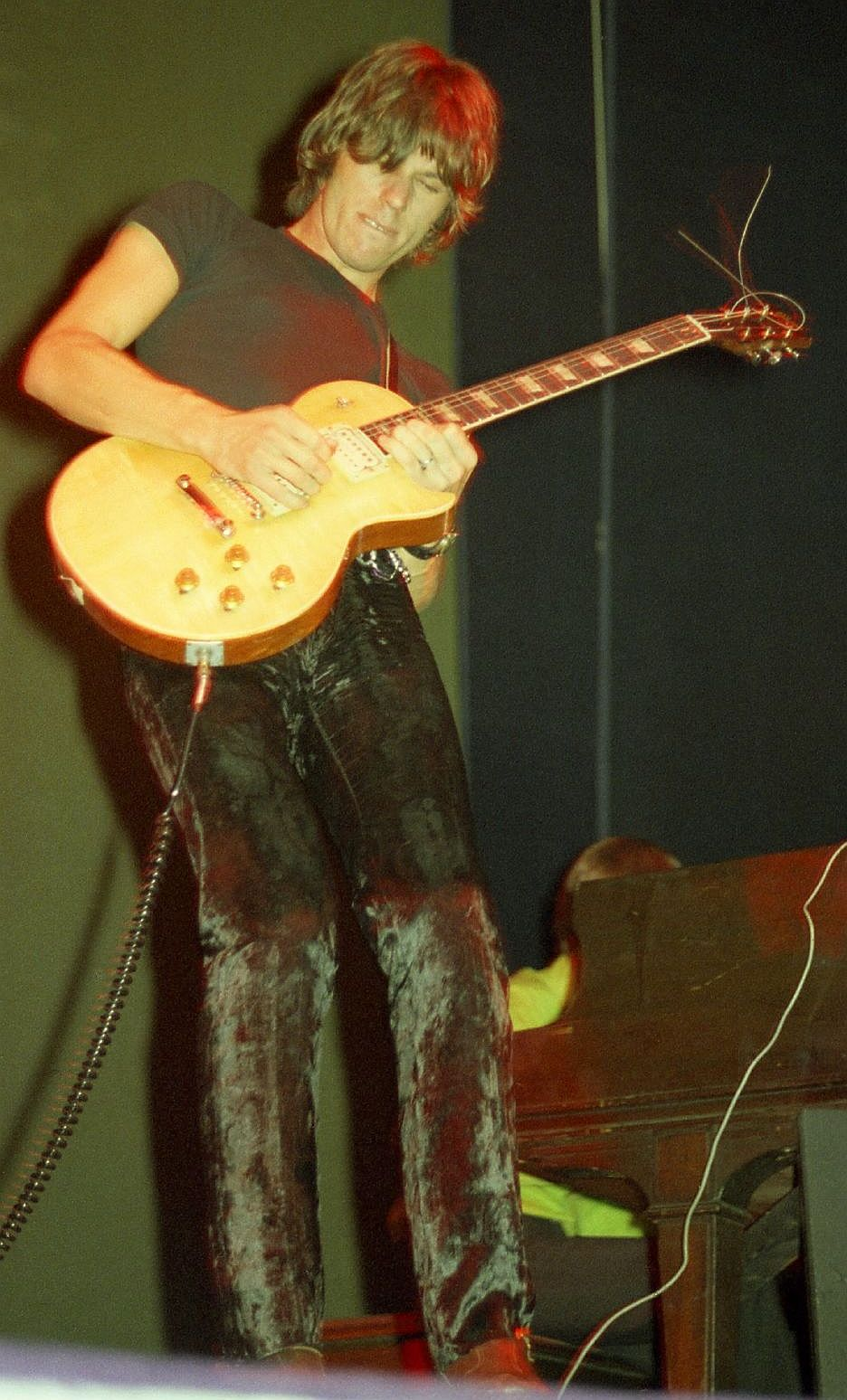
Джефф Бек в 1968 г.

В конце августа 1965 г. Yardbirds предприняли свой первый американский тур, а 15 ноября группа выпустила свой второй американский альбом, названный Having a Rave Up with The Yardbirds. Этот альбом содержал несколько концертных записей марта 1964 года (сделанных в тот период, когда соло-гитаристом группы был Эрик Клэптон, эти записи были ранее изданы на британском дебютном альбоме Five Live Yardbirds, который не был выпущен в США), а также новые песни 1965 года, записанные в студии с Джеффом Беком. Они включают несколько синглов, попавших в чарты, в частности, одну из самых копируемых аранжировок Yardbirds «Train Kept A-Rollin’».
Бек экспериментировал с фуззом и искажением гитарного звука. Он занял первое место в списке ведущих гитаристов 1966 года по версии британского музыкального журнала «Beat Instrumental». Стиль группы в эпоху Бека стал более похож на британскую бит-музыку. С ним группа записала большую часть своих хитов, таких, как «Heart Full of Soul», «I’m A Man» и «Shapes of Things» Бо Диддли, а в июле 1966 года выпустила свой самый популярный альбом Yardbirds (более известный как Roger the Engineer). Этот альбом стал единственным релизом, где Бек исполнил все партии на гитаре и единственной записью Yardbirds, появившейся в чартах альбомов Великобритании, благодаря успеху психоделического ведущего сингла «Over Under Sideways Down». В UK Albums Chart альбом поднялся на 20-ю позицию, в США он достиг 52-го места в Billboard 200, что также стало рекордом группы.
В 2003 году альбом занял 349 место в списке величайших альбомов всех времён журнала Rolling Stone. В обновлённом списке 2012 года альбом представлен на 350 позиции.
После весьма успешных альбомов Having a Rave Up with The Yardbirds и Roger the Engineer, один из основателей группы и бас-гитарист Пол Самвелл-Смит покинул группу, предпочтя ей карьеру музыкального продюсера. Освободившееся место бас-гитариста занял студийный гитарист Джимми Пейдж, к которому ранее Yardbirds обращались с предложением заменить ушедшего Эрика Клэптона, но получили отказ. Позиция Пейджа в качестве басиста была временной, и вскоре он стал вторым ведущим  гитаристом вместе с Джеффом Беком, а бас-гитаристом стал Крис Дрэя, ранее игравший на ритм-гитаре. В 1966 году состав двойных соло-гитаристов Бека и Пейджа записал психоделические песни «Happenings Ten Years Ago», «Psycho Daisies» и «Stroll On», обновленный ремейк «Train Kept A-Rollin’», в фильме Микеланджело Антониони «Фотоувеличение».
В эпоху Бека у группы было еще три американских тура. В апреле 1966 г. был предпринят небольшой тур по Европе. Однако несмотря на эти успехи, в октябре 1966 года во время концертного турне по США Бек был уволен из группы за трудности, вызванные его перфекционизмом и сложным характером. После этого Yardbirds продолжили работу в составе квартета с Пейджем в качестве единственного гитариста.

### Эпоха Джимми Пейджа и распад (1966–1968)

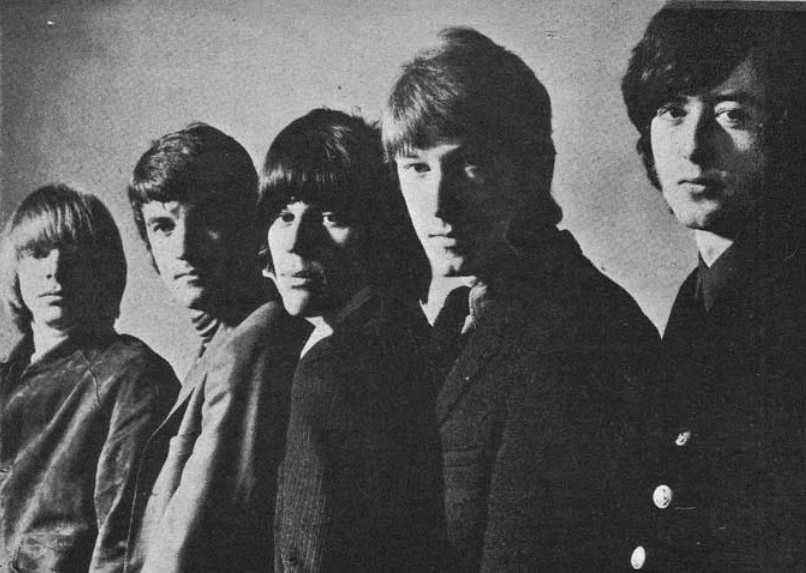
The Yardbirds в 1966: Keith Relf, Jim McCarty, Jeff Beck, Chris Dreja, Jimmy Page

В это время популярность группы падала и руководство лейбла Epic Records, выпускавшего диски Yardbirds, приняло решение нанять нового продюсера. Им стал довольно известный Микки Мост, имевший опыт работы с довольно известными исполнителями, в том числе, группой The Animals. Однако под руководством Моста их популярность Yardbirds у широкой аудитории так и не увеличилась и показатели группы в чартах продолжали падать.
В марте 1967 года Epic Records выпустили в США альбом-сборник The Yardbirds Greatest Hits, в основном составленный из песен, выпущенных на предыдущих альбомах, включая и ранние хиты, но включавшем также и более поздние песни «Happenings Ten Years Time Ago» и «Shapes of Things». Этот диск стал самым продаваемым альбомом Yardbirds в США, заняв 28-е место в чарте Billboard.
Первую половину 1967 года группа провела в турне по Австралии, Новой Зеландии, Дании и Франции. В июне они также отыграли несколько концертов в Великобритании, прежде чем отправиться в Ванкувер, чтобы начать свой четвертый тур по Северной Америке с Пейджем. В июле 1967 года Yardbirds выпустили свой последний студийный альбом Little Games, записанный весной того же года всего за несколько дней. Этот альбомы был прохладно встречен критиками и также не имел коммерческого успеха. Оставшуюся часть года группа в основном провела в концертном туре по США с новым менеджером Питером Грантом, заменившем Моста. Концертные выступления группы становились более тяжелыми и экспериментальными, они включали хиты эпохи Бека с блюзовыми стандартами и экспериментальной психоделией вроде композиции «Glimpses», написанной Пейджем.
К 1968 году жанр психоделического блюз-рока (в первую очередь, группы Cream and The Jimi Hendrix Experience) стал чрезвычайно популярен, и движение Yardbirds в этом направлении могло обещать успех. Однако Релф и Маккарти хотели следовать стилю, находящемуся на пересечении фолка и поп-музыки. Пейдж хотел продолжать играть «тяжелую» музыку, что он впоследствии осуществил в составе Led Zeppelin. К марту Релф и Маккарти решили уйти из группы, но их уговорили остаться хотя бы на еще один тур по Америке.
The Yardbirds отыграли свои последние концерты 31 мая и 1 июня 1968 года в Лос-Анджелесе, а также 4 и 5 июня в Алабаме. Концерты в Лос-Анджелесе были изданы в пиратском релизе Last Rave-Up in LA. The Yardbirds объявили об уходе Рельфа и Маккарти в пресс-релизе от 12 июня («Two Yardbirds Fly») и вернулись домой, чтобы отыграть последний концерт 7 июля 1968 года в Технологическом колледже в Лутоне. В июле 1968 года группа официально объявила о распаде.

### The New Yardbirds и Led Zeppelin
Пейдж и Дрея рассматривали возможность собрать новый состав группы с Пейджем в качестве продюсера и Грантом в качестве менеджера. Первоначально Пейдж описал своё видение новой группы как «новый вид звукового коллажа», который будет включать в себя меллотронную клавиатуру, но при этом важную роль будет иметь гитара. На роль ударника рассматривались Барри Уилсон из Procol Harum и ещё несколько человек. Вокалистом предложили стать Терри Риду, но он отказался из-за своего нового контракта и порекомендовал тогда ещё неизвестного Роберта Планта. Плант, в свою очередь, порекомендовал в качестве барабанщика своего друга детства Джона Бонэма. Дрея отказался от участия в группе ради карьеры рок-фотографа.
Басист, клавишник и аранжировщик Джон Пол Джонс, который работал с Пейджем на бесчисленных сессиях, в том числе на нескольких сессиях Yardbirds, предложил свои услуги. Репетиции начались в середине августа 1968 года. В начале сентября группа в новом составе отправилась в тур по Скандинавии под названием New Yardbirds, после чего вернулась в Великобританию, чтобы записать дебютный альбом Led Zeppelin.

### Возрождение группы в 1992 и далее

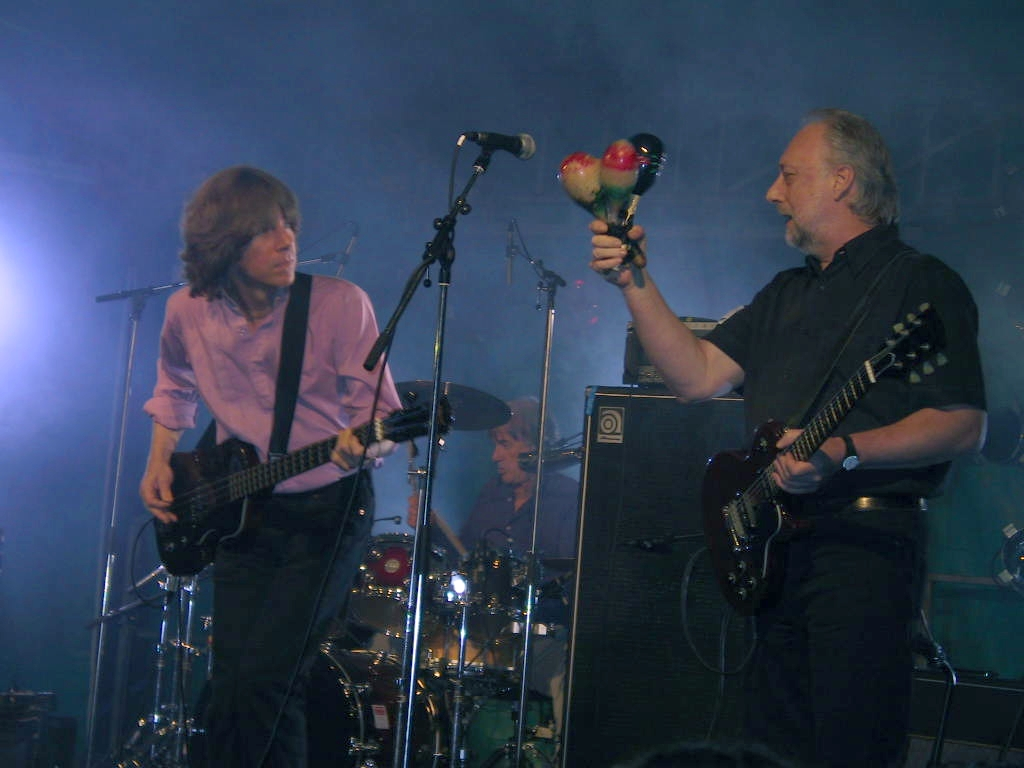
Yardbirds на концерте в 2006 г. (John Idan, Jim McCarty, Chris Dreja)

В 1992 году Yardbirds были включены в Зал славы рок-н-ролла, и в том же году Крис Дрея и Джим Маккарти объявили о воссоздании группы и  представили новую версию Yardbirds концертом в лондонском Marquee Club. Дебютное выступление прошло успешно, и Yardbirds регулярно гастролировали в последующие годы, с постоянным потоком новых музыкантов, аккомпанирующих Дрейе и Маккарти. В 2003 году Yardbirds выпустили альбом Birdland, в который вошли гостевые выступления других известных музыкантов.
В 2013 году Дрея покинул Yardbirds, и Маккарти вскоре распустил группу. Однако позже он передумал, и в 2015 году новая версия Yardbirds вернулась в строй и продолжила играть для своих поклонников. Джефф Бек умер 10 января 2023 года в возрасте 78 лет в больнице на юге Англии после заражения бактериальным менингитом. Основатель группы, гитарист Энтони «Топ» Топхэм умер 23 января 2023 года в возрасте 75 лет.

## Участники группы

### Период 1963 — 1968
|  | участник         | годы                     | инструменты                 | записи |
|  | ---------------- | ------------------------ | --------------------------- | --- |
|  | Джим Маккарти    | 1963–1968 1992–наст. вр. | ударные перкуссия бэк-вокал | все альбомы и синглы |
|  | Крис Дрейя       | 1963–1968 1992–2013      | гитары бэк-вокал фортепиано | все альбомы и синглы |
|  | Кит Релф         | 1963–1968                | вокал губная гармоника      | Five Live Yardbirds (1964) — London 1963: The First Recordings! (1981) BBC Sessions (1997) Live! Blueswailing July '64 (2003) Yardbirds '68 (2017)                                                                    |
|  | Пол Самвелл-Смит | 1963–1966                | бас-гитара вокал бэк-вокал  | Five Live Yardbirds (1964) — Roger the Engineer (1966) London 1963: The First Recordings! (1981) BBC Sessions (1997) Live! Blueswailing July '64 (2003)                                                               |
|  | Энтони Тофэм     | 1963 2013–2015           | гитары бэк-вокал            | |
|  | Eric Clapton     | 1963–1965                | гитара вокал                | Five Live Yardbirds (1964) For Your Love (1965) Having a Rave Up with The Yardbirds (1965) Sonny Boy Williamson and the Yardbirds (1966) London 1963: The First Recordings! (1981) Live! Blueswailing July '64 (2003) |
|  | Jeff Beck        | 1965–1966                | гитара вокал                | For Your Love (1965) Having a Rave Up with The Yardbirds (1965) Roger the Engineer (1966) BBC Sessions (1997) Birdland (2003) – гитара на одном треке                                                                 |
|  | Jimmy Page       | 1966–1968                | гитары                      | Little Games (1967) Live Yardbirds: Featuring Jimmy Page (1971) BBC Sessions (1997) Yardbirds '68 (2017) |

Временная шкала до 1968 года

### Присоединились позже
|  | участник                      | годы                     | инструменты                                          | записи                                                                                     |
|  | ----------------------------- | ------------------------ | ---------------------------------------------------- | ------------------------------------------------------------------------------------------ |
|  | John Idan                     | 1992–2009 2015–наст. вр. | вокал гитары                                         | Reunion Jam (1999) Birdland (2003) Reunion Jam Vol. II (2006) Live at B.B. King Blues Club |
|  | Rod Demick                    | 1992–1995                | бас-гитара губная гармоника бэк-вокал                |                                                                                            |
|  | Laurie Garman                 | 1995–1996                | губная гармоника                                     |                                                                                            |
|  | Ray Majors                    | 1995–1996                | гитара бэк-вокал                                     |                                                                                            |
|  | Gypie Mayo (John Cawthra)     | 1996–2004                | гитара бэк-вокал                                     | Birdland (2003)                                                                            |
|  | Alan Glen                     | 1996–2003 2008–2009      | губная гармоника перкуссия                           | Birdland (2003)                                                                            |
|  | Billy Boy Miskimmin           | 2003–2008                | губная гармоника перкуссия бэк-вокал                 | Live at B.B. King Blues Club (2007)                                                        |
|  | Jerry Donahue                 | 2004–2005                | гитара                                               |                                                                                            |
|  | Ben King                      | 2005–2015                | гитара перкуссия                                     | Live at B.B. King Blues Club (2007) Making Tracks (2012)                                   |
|  | Andy Mitchell                 | 2009–2015                | вокал акустическая гитара губная гармоника перкуссия | Making Tracks (2012)                                                                       |
|  | David Smale                   | 2009–2015                | бас-гитара бэк-вокал                                 | Making Tracks (2012)                                                                       |
|  | Earl Slick (Frank Madeloni)   | 2015                     | гитара                                               |                                                                                            |
|  | Johnny A. (John Antonopoulos) | 2015–2018                | гитара                                               |                                                                                            |
|  | Kenny Aaronson                | 2015–наст.вр.            | бас-гитара                                           |                                                                                            |
|  | Myke Scavone                  | 2015–наст.вр.            | губная гармоника перкуссия бэк-вокал                 |                                                                                            |
|  | Godfrey Townsend              | 2018–present             | гитара бэк-вокал                                     |                                                                                            |

## Дискография

### Оригинальные альбомы
| № | Год выпуска | Название                            | Примечание            | Участники записи                                        |
| - | ----------- | ----------------------------------- | --------------------- | ------------------------------------------------------- |
| 1 | 1964        | Five Live Yardbirds                 | концертный            | Клэптон, Маккарти, Дрэя, Релф, Самвелл-Смит             |
| 2 | 1965        | For Your Love                       | студийный, сборник    | Бек, Клэптон, Маккарти, Дрэя, Релф, Самвелл-Смит        |
| 3 | 1965        | Having a Rave Up with The Yardbirds | концертный, студийный | Бек, Клэптон, Пейдж, Маккарти, Дрэя, Релф, Самвелл-Смит |
| 4 | 1966        | Roger the Engineer                  | студийный             | Бек, Маккарти, Дрэя, Релф, Самвелл-Смит                 |
| 5 | 1967        | Little Games                        | студийный             | Пэйдж, Маккарти, Дрэя, Релф                             |
| 6 | 2003        | Birdland                            | студийный             | Маккарти, Дрэя, Алан Глен, Гипи Майо, Джон Идан         |